# 雷蒙德·穆迪
小雷蒙德·A·穆迪（英語：Raymond A. Moody Jr.；1944年6月30日—）是一位美国哲学家、精神病学家、医生和作家，他最广为人知的是著有关于来世和濒死体验的书籍。“濒死体验”一词由他在1975年发表的畅销书《死亡回忆》中首次提出。他的研究探讨了在濒死体验中遇到的主观现象的个人经历，特别是那些明显死亡但被复苏的人的经历。他已经广泛发表了他对于濒死体验心理学的观点。